# Briton Rivière

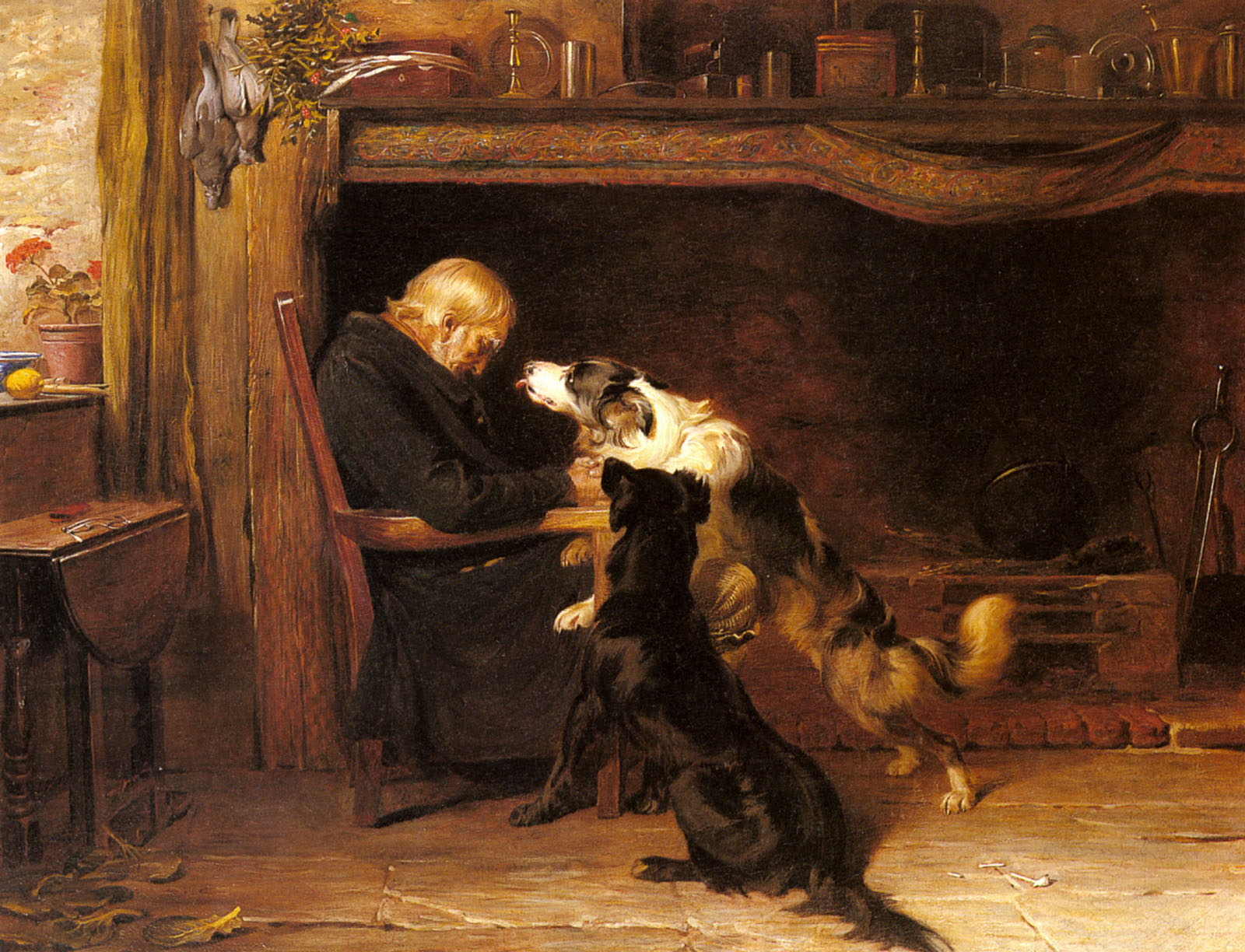
The Long Sleep (Długi sen), 1868

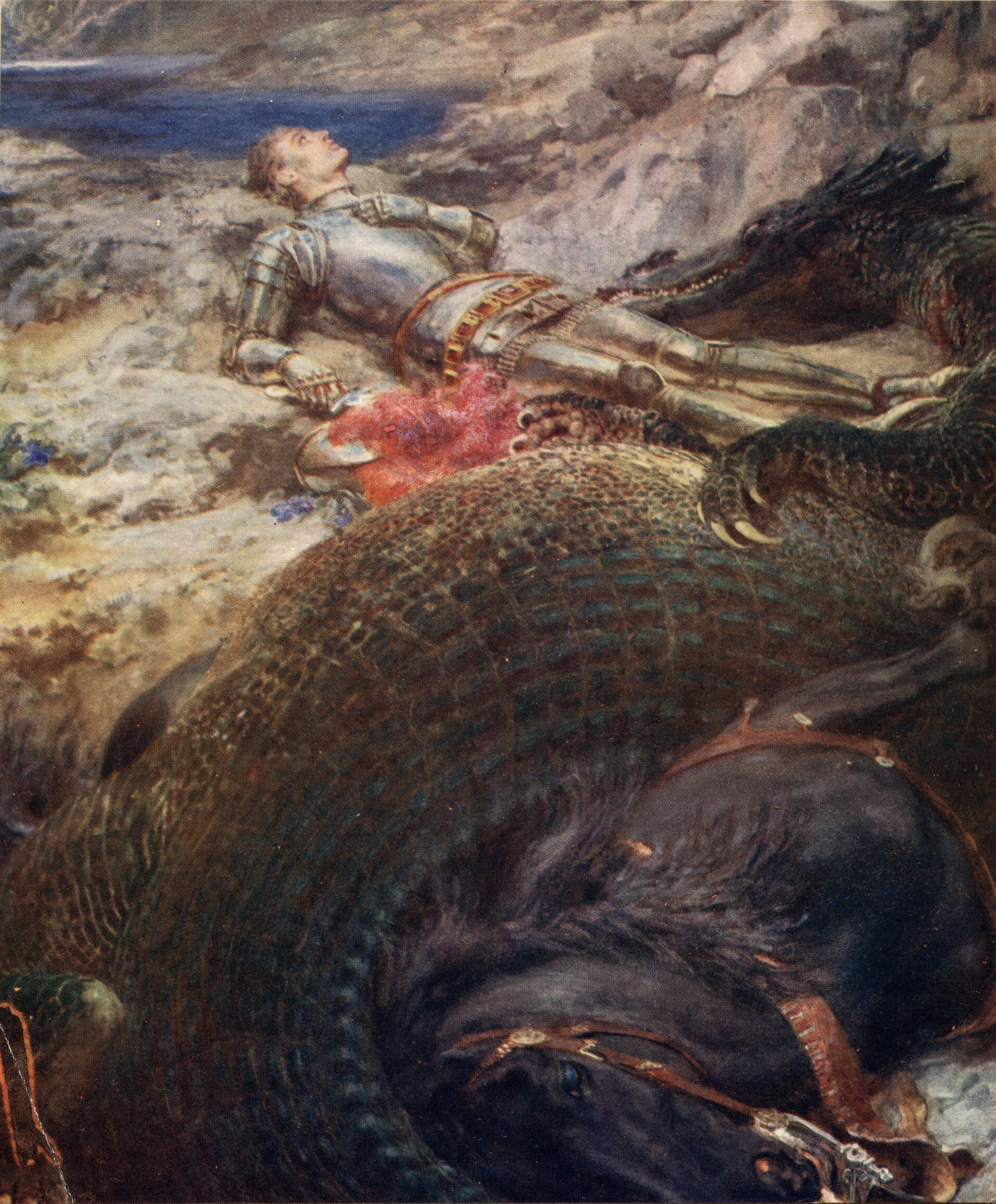
Św. Jerzy i smok, ok. 1914

Briton Rivière (ur. 14 sierpnia 1840 w Londynie, zm. 20 kwietnia 1920 tamże) – brytyjski malarz, rytownik i rzeźbiarz, specjalizujący się w przedstawieniach zwierząt.
Urodził się w rodzinie o tradycjach artystycznych, ojciec, William Riviere, był przez kilka lat nauczycielem rysunku w Cheltenham College, a następnie plastyki w Oksfordzie. Briton od dzieciństwa interesował się zwierzętami, szkicując je w ogrodzie zoologicznym w Londynie. Studiował w Oksfordzie, gdzie wykładał jego ojciec, początkowo malował portrety i wykonywał ilustracje m.in. dla czasopisma „Punch”. Prawdziwy sukces i uznanie wiktoriańskiej publiczności zdobył dopiero w 1869 obrazem The Long Sleep, przedstawiającym zmarłego na krześle starca oglądanego przez zaniepokojone psy. W 1878 został członkiem stowarzyszonym Royal Academy, pełne członkostwo uzyskał w 1881, a w 1891 otrzymał stopień DCL (Doctor of Civil Law) w Oksfordzie.
Briton Rivière malował obrazy o zróżnicowanej tematyce, począwszy od współczesnych scen rodzajowych po przedstawienia inspirowane Biblią, mitologią i twórczością prerafaelitów. Stałym elementem jego prac były zwierzęta, najczęściej psy. Artysta często nadawał im cechy quasi-ludzkie, akcentując więzi emocjonalne człowieka ze zwierzętami. Malarz uważany jest za następcę i kontynuatora animalisty Edwina Landseera. Jego prace znajdują się głównie w galeriach i muzeach brytyjskich m.in. w Royal Academy of Arts Collection, Tate Gallery i Ashmolean Museum w University of Oxford.

## Wybrane prace
- The Old Gardener (1863)
- The empty chair (1869)
- Circe (1871)
- His Only Friend (1871)
- Daniel (1872)
- The last of the garrison (1875)
- Pallas Athena and the herdman’s dogs (1876,93–94; Metropolitan Museum of Art, Nowy Jork)
- Lazarus (1877)
- Persepolis (1878)
- 'In Manus Tuas, Domine’  (1879)
- The magician’s doorway (1882)
- ‘Vae Victis’  (1885)
- Rizpah (1886)
- An old world wanderer (1887)
- Requiescat (1888)
- 'Of a fool and his folly there is no End’  (1889)
- A mighty hunter before the Lord (1891)
- Pride of Place (1891)
- The king’s libation (1893)
- Beyond man’s footsteps (1894; Tate, Londyn)
- Phoebus Apollo (1895; Birmingham)
- Aggravation (1896)
- The Temptation in the Wilderness (1898)
- St George (1900)
- To the hills (1901)
- Aphrodite (1902)